# Riboflavin-5′-foszfát
A riboflavin-5′-foszfát, vagy flavin-mononukleotid (FMN) a riboflavin vagy más néven B2 vitamin foszfátja. Az élő szervezetekben számos oxidoreduktáz enzim (pl.: a NADH dehidrogenáz) kofaktora. Leggyakrabban e formában fordul elő a sejtekben és szövetekben a riboflavin (B2 vitamin), melynél több energiát igényel előállítása, de jobban oldódik vízben.
Az élelmiszeriparban színezőanyagként alkalmazzák, E-kódja: E101a. Génmódosított növényekből állítják elő.
Nátriumsóját (E106) kisbabák és gyermekek számára szánt ételekben is alkalmazzák. A szervezetbe kerülése után szinte azonnal riboflavin-5′-foszfáttá alakul.